# Souleymane Coulibaly
Souleymane Coulibaly (Abidjan, 26 de dezembro de 1994) é um futebolista marfinense que atua como atacante. Atualmente, joga pelo Newport, emprestado pelo Tottenham Hotspur. É considerado um dos jogadores de maior futuro da Costa do Marfim. Foi o artilheiro do Mundial sub-17, com nove gols em quatro jogos.Devido a esse fato, ganhou o apelido de "novo Drogba".

## Carreira
Em 2011, Coulibaly demonstrou um excelente futebol no Mundial Sub-17. Várias equipes conhecidas como Real Madrid e outros demonstraram interesse nele, mas ele fechou com o Tottenham Hotspur.

## Artilharias
Costa do Marfim
- Campeonato Mundial Sub-17: 2011 (9 gols)